# Gentiana plurisetosa
Gentiana plurisetosa là một loài thực vật có hoa trong họ Long đởm. Loài này được C.T.Mason mô tả khoa học đầu tiên năm 1990 publ. 1991.